# Pulsatilla tatewakii
Pulsatilla tatewakii är en ranunkelväxtart som beskrevs av Yûshun Kudô. Pulsatilla tatewakii ingår i släktet pulsatillor, och familjen ranunkelväxter. Inga underarter finns listade i Catalogue of Life.